# Čumyš
Il Čumyš (in russo Чумыш?) è un fiume della Russia siberiana meridionale, affluente di destra dell'Ob'. Scorre nell'Oblast' di Kemerovo e nel Territorio dell'Altaj.

## Descrizione
Il Čumyš ha origine dall'unione dei due rami sorgentiferi Kara-Čumyš (lungo 173 km) e Tom'-Čumyš (110 km) che scendono dal versante orientale delle alture di Salair; fluisce inizialmente in direzione mediamente meridionale, piegando successivamente verso sud-ovest, quindi nord-ovest; dopo alcune centinaia di chilometri percorsi nel Territorio dell'Altaj, descrive un'ampia ansa, prendendo nuovamente direzione sud-occidentale prima di sfociare nell'Ob' 88 chilometri a valle di Barnaul. 
La fiume ha una lunghezza di 644 km e il suo bacino è di 23 900 km². La sua portata media, a 74 km dalla foce, al villaggio di Tal'menka, è di 131,08 m³/s. I maggiori affluenti di destra sono: Tal'menka, Alambaj, Sungaj, Uksunaj; da sinistra Sary-Čumyš. Il corso del fiume si svolge principalmente sull'altopiano Bijsko-Čumyškaja (Бийско-Чумышская возвышенность).
Sulle rive del fiume ci sono numerosi insediamenti: la città di Zarinsk e, tra i maggiori villaggi, El'covka, Martynovo, Kytmanovo, Šadrincevo e Tal'menka. Il fiume è navigabile nei 300 km inferiori; nella parte alta viene utilizzato per il rafting.